# Saxofridericia regalis
Saxofridericia regalis är en gräsväxtart som beskrevs av Robert Hermann Schomburgk. Saxofridericia regalis ingår i släktet Saxofridericia och familjen Rapateaceae. Inga underarter finns listade i Catalogue of Life.